# Mistrzostwa Polski w Boksie 2004
75. Mistrzostwa Polski w Boksie 2004 (mężczyzn) odbyły się w dniach 22-26 września 2004 w Poznaniu.

## Medaliści
| Kategoria:                       | Złoto:                               | Srebro:                             | Brąz:                                                                    |
| waga papierowa (do 48 kg)        | Łukasz Maszczyk (Gwardia Warszawa)   | Sebastian Stasiaczek (AKS Strzegom) | Janusz Jaśkiewicz (Zagłębie Konin) Wojciech Ziora (Concordia Knurów)     |
| waga musza (do 51 kg)            | Rafał Kaczor (AKS Strzegom)          | Andrzej Rżany (Gwardia Wrocław)     | Adrian Frąckiewicz (PKB Poznań) Daniel Zajączkowski (Hetman Białystok)   |
| waga kogucia (do 54 kg)          | Krzysztof Rogowski (PKB Poznań)      | Paweł Peczyński (AKS Strzegom)      | Zbigniew Kołacz (Walka Zabrze) Przemysław Maszczyk (06 Kleofas Katowice) |
| waga piórkowa (do 57 kg)         | Krzysztof Szot (PKB Poznań)          | Andrzej Liczik (Hetman Białystok)   | Krzysztof Cieślak (Nokaut Warszawa) Mariusz Jaszowski (AKS Strzegom)     |
| waga lekka (do 60 kg)            | Mariusz Koperski (PKB Poznań)        | Marcin Łęgowski (Hetman Białystok)  | Paweł Krogulewski (PKB Poznań) Tomasz Mazur (Gwardia Wrocław)            |
| waga lekkopółśrednia (do 64 kg)  | Piotr Olejniczak (PKB Poznań)        | Michał Starbała (Gwardia Warszawa)  | Aleksander Nycz (Gwardia Wrocław) Piotr Sielawa (Hetman Białystok)       |
| waga półśrednia (do 69 kg)       | Grzegorz Proksa (Victoria Jaworzno)  | Łukasz Wawrzyczek (PKB Poznań)      | Łukasz Pluta (Concordia Knurów) Sebastian Rzadkiewicz (PKB Poznań)       |
| waga średnia (do 75 kg)          | Mirosław Nowosada (Hetman Białystok) | Piotr Wilczewski (Hetman Białystok) | Robert Gniot (Polonia Świdnica) Artur Zwarycz (Gwardia Wrocław)          |
| waga półciężka (do 81 kg)        | Aleksy Kuziemski (Hetman Białystok)  | Łukasz Janik (AKS Strzegom)         | Mariusz Welc (Walka Zabrze) Krzysztof Zimnoch (Hetman Białystok)         |
| waga ciężka (do 91 kg)           | Marcin Pryczek (Tygrys Elbląg)       | Mateusz Malujda (Gwardia Wrocław)   | Jakub Kapeliński (Start Włocławek) Mariusz Smoleń (Roleski Tarnów)       |
| waga superciężka (powyżej 91 kg) | Mariusz Wach (Gwardia Warszawa)      | Grzegorz Kiełsa (Hetman Białystok)  | Marcin Rekowski (niestowarzyszony) Piotr Załoga (Gwardia Warszawa)       |